# Зуя
Зуя́ (крим. Zuya) — селище в Україні, в Білогірському районі Автономної Республіки Крим, центр Зуйської селищної ради. Розташоване в предгірній частині Кримського півострова на р. Зуя і її притоці р. Фундукли, за понад 25 км від райцентру (автошлях Р23) і за майже 22 км від Сімферополя.

## Назва
Також зустрічається варіант назви Зює́, крим. Züye.
Лаконічна назва походить від імені дружини кримського хана (за однією з версій — Менглі I Ґерая) Езує. Згідно з легендою, коли жінка захворіла, її вирішили перевезти з Бахчисарая до Кефе. Однак до приморського міста вона не доїхала і померла на березі річки, що згодом назвали Зуя.

## Транспорт
Через селище проходить автодорога Р23 Сімферополь—Феодосія. Є автостанція. Автобусне з'єднання здійснюється з Судаком, Севастополем, Сімферополем, Білогорськом.

## Адміністративний устрій
До складу Зуйської селищної ради входять 9 населених пунктів:
- Зуя
- Баланове
- Барабанове
- Петрове
- Верхні Орішники
- Нижні Орішники
- Литвиненкове
- Володимирівка
- Українка

## Населення
Населення — 8,5 тис. осіб, із яких 46 % — росіяни, 26 % — українці, 22 % — кримські татари, 1 % — вірмени.

### Мова
Розподіл населення за рідною мовою за даними перепису 2001 року:
| Мова              | Кількість | Відсоток |
| ----------------- | --------- | -------- |
| російська         | 4639      | 66.86 %  |
| кримськотатарська | 1428      | 20.58 %  |
| українська        | 332       | 4.79 %   |
| вірменська        | 13        | 0.19 %   |
| грецька           | 11        | 0.16 %   |
| білоруська        | 9         | 0.13 %   |
| румунська         | 3         | 0.04 %   |
| німецька          | 2         | 0.03 %   |
| болгарська        | 2         | 0.03 %   |
| гагаузька         | 2         | 0.03 %   |
| інші/не вказали   | 497       | 7.16 %   |
| Усього            | 6938      | 100 %    |

## Археологічні розвідки
Територія, де розміщена Зуя, була заселена з давніх часів. Поблизу її в скелястому навісі виявлено стоянку епохи мезоліту (близько 10 тис. років тому), 2 неолітичні поселення й кургани доби бронзи. Біля Зуї й Баланового знайдено 2 таврські поселення, а також скіфські: могильник, городище й поселення 1 ст. н. е., а поблизу Баланового, крім того,— аланське поселення салтово-маяцької культури VIII—IX ст.

## Історичні відомості

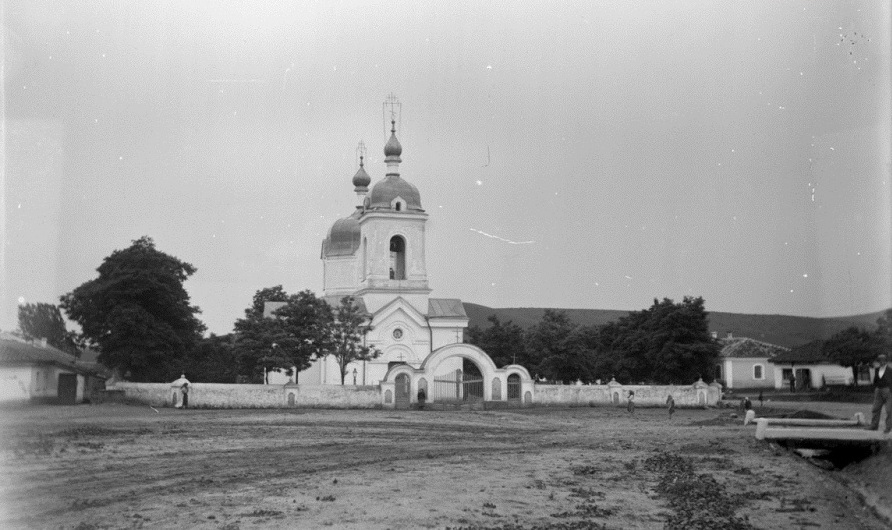
Свято-Нікольський храм (1884), Зуя. Фото 1905 року

Точних відомостей про час заснування населеного пункту нема. Відомо, що в 1776—1783 рр., коли Крим був поділений на 6 каймаканств, до складу Акмечетського каймаканства входив Зуїнський кадилик з 13 сіл.
За переписом 1897 року кількість мешканців зросла до 1050 осіб (521 чоловічої статі та 529 — жіночої), з яких 993 — православної віри.
У листопаді 1920 селище окуповано більшовиками. У 1929 — створений колгосп. У 1921–1940 побудовані школа, клуб, лікарня, млин, МТС. Під час Другої світової війни Зуя була одним із центрів партизанського руху. До 1957 — село Зуйського району, а з 1959 — у складі Сімферопольського району, але вже з 1963 — Білогірського району.
У сучасній історії Зуя відома тим, що це перший населений пункт Криму, де в період так званого «ленінопаду» в 2014 році зруйнували пам'ятник Володимиру Леніну. Від удару бетонна фігура розкололася, зникли голова і ліва рука. Відновили його оперативно — вже через два місяці.
У березні 2014 році окупована Росією.
Після окупації тутешній ландшафт помітно поцяткований слідами розробки кар'єру. Кварцевидний пісок тут почали добувати в 2015 році.

## Економіка
Нині тут працюють 5 сільськогосподарських підприємства, 5 АЗС, КП монтажно-заготовчий завод, КП СПМК-1, ОАТП «Зуйська сільгосптехніка», військовий радгосп «Гурзуфський»; поштове відділення, телеграф.

## Соціальна сфера

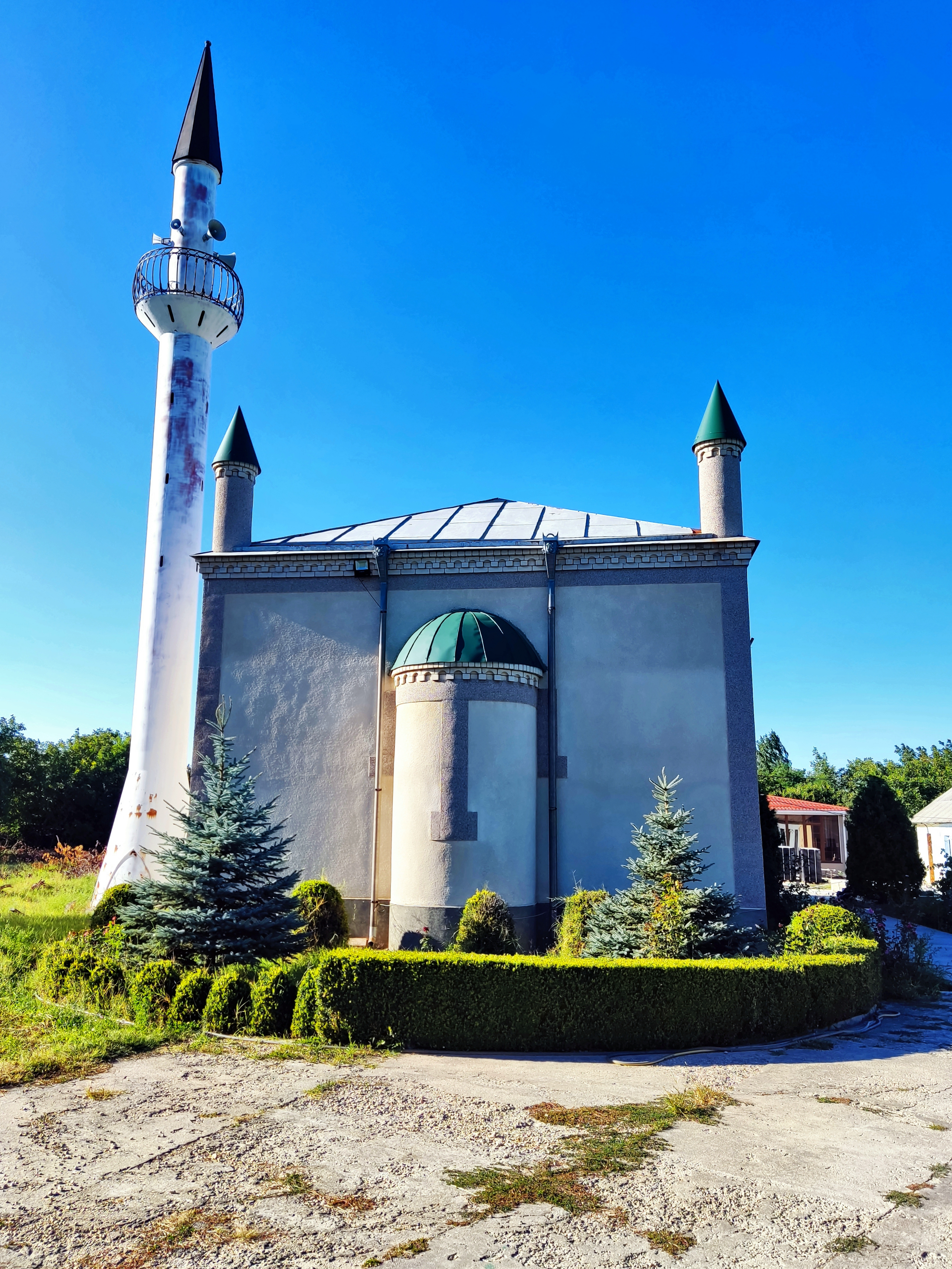
Мечеть Зуя-Джамісі, 2021

Існують 2 загальноосвітніх школи, дитячий садок; районна лікарня з відділенням швидкої допомоги, поліклінікою, лабораторією, терапевтичним відділенням, 4 аптеки; будинок культури, етнографічний центр російської культури, бібліотека. Відомі народний вокальний ансамбль «Дружба», народний духовий оркестр, народний грецький вокально-інструментальний ансамбль «Прометей», народний кримськотатарський колектив «Уранішня зірка», народний театр естради. За 5 км від Зуї розташовано с. Баланове з водосховищем і базою відпочинку.
У Зуї діють:
- церква Миколи Чудотворця, її почали зводити в 1834 році, а через 44 роки розібрали. Нову церкву, яка стоїть досі, відбудували на місці старої у 1884 році. У радянський період її використовували як склад, спортзал і бібліотеку, а вже за незалежної України церкву передали УПЦ (МП).[7]
- мечеть Зуя-Джамісі, яка будувалася в 1990-ті роки разом з будинками, які будували кримські татари, що повернулися додому з депортації.[8]

## Пам'ятки
На території селища встановлені меморіал односельцям, які загинули під час Другої світової війни, пам'ятник керівнику Зуйського підпілля в роки окупації І. Кулявину.
Знайдені 2 таврських поселення, скіфський могильник, городище і поселення.